# Каптерев, Пётр Фёдорович
Пётр Фёдорович Каптерев (7 (19) июля 1849, Клёново — 7 сентября 1922, Воронеж) — российский и советский педагог и психолог. Является основоположником отечественной педагогической психологии.

## Биография
Родился 7 июля 1849 г. в селе Клёново. Младший брат Н. Ф. Каптерева.
Учился в Вифанской духовной семинарии, а после шести лет обучения принят на историческое отделение Московской духовной академии которую закончил в 1872 году. Сразу после окончания академии молодой преподаватель был принят в число профессорско-преподавательской корпорации и назначен преподавателем психологии, дидактики, педагогики и логики в Петербургской духовной семинарии и академии. Благодаря уважению студентов и корпорации ему доверили заведование воскресной школой и избрали членом распорядительного совета правления семинарии. Читал лекции на Фрёбелевских курсах, служил в Мариинском ведомстве, занимавшемся женским образованием. Преподавал в частных женских гимназиях. Принимал активное участие в деятельности Родительского кружка — просветительского учреждения в области воспитания и обучения и в деятельности педагогического музея военно-учебных заведений. Один из организаторов в начале XX века Всероссийских съездов по педагогической психологии, экспериментальной педагогике и семейному воспитанию. Жизнь Каптерева после октября 1917 г. полна драматизма. Взгляды буржуазного профессора, продолжавшего и при большевиках ратовать за автономность школы от власти и невмешательство государства в её дела, в 1921 г. были оценены Н. К. Крупской как «чуждые». С 1921 г. профессор Воронежского университета и первый декан его педагогического факультета. Организовал педтехникум в Воронеже. Умер 7 сентября 1922 г. от воспаления легких в Воронеже.

## Дошкольное и семейное воспитание
Придавал большое значение семейному воспитанию, издавал «Энциклопедию семейного воспитания». Каптерев считал, что воспитание ребёнка должно начинаться с момента его рождения. Систематическое упражнение и развитие органов внешних чувств ребёнка — важнейшая задача первоначального воспитания. Рекомендовал использовать «дары Фрёбеля»: цветные мячики, шар, цилиндр, различные треугольники и палочки. Говорил о педагогическом и общественном значении детских садов и ратовал за их распространение. В развитии ребёнка большое значение отводил играм, особенно совместным. Товарищество — важнейшее условие детских игр. Считал, что детский сад не снимает с родителей ответственности за воспитание детей. Необходима живая связь семьи с общественными организациями. Родителей и воспитателей следует просвещать в вопросах психологии, педагогики и гигиены.

## Проблемы школьного образования
Школа не должна сводить воспитание к поддерживанию внешней дисциплины, её роль — обеспечивать выработку у школьников характера и мировоззрения. Это невозможно сделать без развития умственной самодеятельности, приучения к умственному труду и воспитания к нему интереса. Такая задача может быть достигнута только эвристическими методами. Для правильной постановки воспитания и обучения необходимо знание детской психологии. Воспитание влияет на разные натуры по-разному. Больше всего в нём нуждаются дети со средними способностями. Школа призвана обращать много внимания на учащихся с выдающимися способностями, удовлетворять их потребности, руководить самообразованием. Существенный принцип педагогики: индивидуализация воспитания и обучения.
Общее образование не есть изучение предметов, а есть развитие личности предметами. Педагогический процесс — это целостное явление, в котором биологическое и социальное, индивидуальное и общественное оказываются в сложном взаимодействии.
Выступал за автономию школы, чтобы учитель приобрёл независимость в своей деятельности, а учащиеся обрели возможность свободно вырабатывать убеждения и взгляды на религию, государство и общество.
Писал, что улучшение материального и правового положения учителя привлечёт к этой деятельности способных людей. Ко всем проблемам дидактики подходил с позиций психологии.

## Трудовое воспитание
П. Ф. Каптереву принадлежит большая роль в разработке проблем трудового воспитания и обучения в средней школе. Он категорически выступал против какой бы то ни было профессионализации общеобразовательной школы, указывая, что если «отвлеченная и мертвая книжность вредна», то «грубый утилитаризм и мастеровщина в школе ещё вреднее». Трудовое начало в школе, по его мнению, должно способствовать развитию прежде всего мыслительных способностей учащихся. Физический же труд, взятый сам по себе, теряет значительную часть своей ценности, фактически является простой физической нагрузкой, которая может иметь воспитательное значение у маленьких детей, но совершенно бесполезна в юношеском возрасте.
Вместе с тем П. Ф. Каптерев полагал, что ручной труд учащихся как один из элементов общего образования совершенно необходим в школе потому, что он развивает физические силы человека, позволяет выработать точность действий, правильно использовать различные материалы, учит преодолению трудностей. Однако полную воспитательную силу ручной труд сможет приобрести только тогда, когда он будет находиться «в тесной связи с содержанием теоретических работ», будет способствовать умственной деятельности учащихся. Только такая школа будет не просто вооружать учащихся навыками труда, но, развивая мышление, она будет вырабатывать у них и осознанное отношение к труду.

## Вклад в разработку теории и истории педагогики
П. Ф. Каптерев завершил начатую ещё Н. И. Пироговым и К. Д. Ушинским переориентацию отечественной педагогики на человека и представил в «Дидактических очерках. Теория образования» (1915) русскую педагогику как стройную научную систему (за первое, 1885 года, издание «Дидактических очерков» Петербургский комитет грамотности присудил её автору золотую медаль). В этом труде были сформулированы цели образования (внешние и внутренние), теория образования получила свой предмет исследования — педагогический процесс, были уточнены законы и принципы педагогики, открытые А. Дистервегом, уточнены и дополнены её понятийный аппарат, её методы, формы и средства и т. д. Педагогика в России стала наукой. Каптерев одним из первых дал систематическое изложение развития российской педагогики за весь период существования. Разработал свою периодизацию её развития: от принятия христианства до Петра I — церковная педагогика; от Петра I до 60-х годов XIX века — государственная педагогика; с 60 годов XIX века — общественная педагогика. Анализируя школьный опыт и педагогические идеи прошлого, прежде всего, вычленял то, что помогает решать проблемы воспитания и обучения своего времени, удовлетворяет потребности народного образования. Связывал историю педагогики с общей историей, понимая педагогику как область знания, тесно связанную с общественными интересами. Писал: «Ни государство, ни церковь, а только само общество может влиять, направлять и управлять школьным делом» — вывод из истории педагогики.

## Труды
В 1874 году результаты своих исследований Каптерев публикует в нескольких научных журналах Петербурга. В журнале «Народная школа» № 6, 7 в статье «Обучение детей дошкольного возраста» в этом труде впервые в отечественной педагогике автор рассмотрел вопросы интенсификации развития и воспитания умственных способностей детей раннего возраста. Несколько позже в журнале «Семья и школа» № 8, 9 появилась другая его статья «Законы ассоциации психических явлений и их приложение в деле обучения и воспитания», а в следующем номере «Как образовать стойкий характер». Осенью того же года журнал «Знамение» № 10 публикует большую статью Каптерева «Этюды по психологии народов», а в конце года «Народная школа» № 11, 12 — статью «Эвристическая форма обучения в народной школе».
Его основные труды:
- «Дидактические очерки. Теория образования» — Петроград, 1915. — 434 с. (первое издание: «Дидактические очерки». — СПб., 1885—192 с.)
- «Педагогический процесс», 1904
- «Новая русская педагогия, её главнейшие направления и деятели». — СПб., 1897. — 146 с. (2-е изд. — СПб., 1914. — 212 с.)
- Каптерев П. Ф. История русской педагогики. — 2-е изд. — Петроград: «Земля», 1915. — 746 с. (недоступная ссылка) (1-е изд. — СПб., 1909. — 540 с.)
- «Педагогическая психология для народных учителей, воспитателей и воспитательниц»
- «Обучение детей дошкольного возраста»
- «Этюды по психологии народов»

## Память
18-19 июня 2019 г. в Курском ГУ проведена конференция "Антропологическое знание как системообразующий фактор профессионального педагогического образования", посвящённая 170-летия со дня рождения П.Ф. Каптерева.